# Between Jerusalem and Rome
Between Jerusalem and Rome (כלל ופרט בין ירושלים לרומי „Zwischen Jerusalem und Rom“) ist eine jüdisch-orthodoxe Stellungnahme zur Beziehung mit der römisch-katholischen Kirche. Sie wurde anlässlich der 50 Jahre zurückliegenden Promulgation von Nostra aetate erarbeitet und ist auf den 10. Februar 2016 datiert. Im März 2016 wurde sie von der Europäischen Rabbinerkonferenz (sie repräsentiert etwa 700 Rabbiner) sowie dem Exekutivkomitee des Rabbinischen Rats von Amerika (dieser repräsentiert etwa 1000 orthodoxe Rabbiner) angenommen und am 31. August 2017 von einer Delegation an Papst Franziskus übergeben.

## Bedeutung
Anders als Dabru Emet und die Orthodoxe rabbinische Erklärung zum Christentum wird Between Jerusalem and Rome nicht von einzelnen Rabbinern verantwortet, sondern von zwei Dachorganisationen der jüdischen Orthodoxie und spiegelt einen breiten Konsens wider. Die Deutsche Bischofskonferenz begrüßte die Stellungnahme daher als einen Meilenstein im jüdisch-christlichen Dialog.
Das Dokument hatte in der Orthodoxen rabbinischen Erklärung zum Christentum einen Vorläufer, der von einer Gruppe orthodoxer und am interreligiösen Dialog interessierter Rabbiner getragen wird. Wie Jehoshua Ahrens gegenüber der Jüdischen Allgemeinen sagte, ging diese Erklärung einigen Rabbinern in der positiven Sicht des Christentums zu weit. „Die Conference of European Rabbis wollte sich alternativ äußern, das israelische Oberrabbinat war lange sehr zurückhaltend, und die amerikanisch-orthodoxe Rabbinerkonferenz wollte keine Erklärung ohne das Oberrabbinat.“ Arie Folger bezeichnete Between Jerusalem and Rome als ein konservatives Dokument, hinter dem aber die Mehrheit der orthodoxen Rabbiner in Amerika, Israel und Europa stehe.

## Inhalt
Das Dokument definiert als doppelte Aufgabe des jüdischen Volkes, Licht der Nationen zu sein und die eigene Existenz zu sichern. Es blickt zurück auf die Verfolgungsgeschichte des Judentums als Minderheit in christlich geprägten Ländern, gipfelnd in der Schoah. Das Christentum habe über Jahrhunderte die Judenfeindschaft genährt, die dieses Verbrechen erst möglich gemacht habe; andererseits hätten katholische Einzelpersonen in den Jahrhunderten der Judenverfolgung Widerstand geleistet und Juden gerettet. Erst die Gründung des Staates Israel habe es dem Judentum ermöglicht, nach dem Ende des Zweiten Weltkriegs in den interreligiösen Dialog als gleichberechtigter Gesprächspartner einzutreten.

### Neuorientierung in der katholischen Kirche
Nostra aetate wird als Wendepunkt bezeichnet. Damit habe in der römisch-katholischen Kirche ein Prozess des Umdenkens eingesetzt, und judenfeindliche Elemente seien aus der kirchlichen Lehre entfernt worden. Insbesondere mit folgenden Aussagen schuf Nostra aetate eine neue Grundlage:
- Ein Jude, der bei der Kreuzigung Jesu nicht direkt persönlich involviert war, trägt auch keine Schuld daran. Hier wird die Entfaltung dieses Gedankens durch Benedikt XVI. in dem Werk Jesus von Nazareth eigens gewürdigt.[4]
- Die bleibende, nicht widerrufene Erwählung Israels durch Gott wurde von Nostra aetate bekräftigt. Papst Franziskus habe in Evangelii gaudium entfaltet, welche „Schätze der Weisheit“ Gott durch das Studium der hebräischen Bibel im Judentum hervorbringe.[5]

Auf der Grundlage von Nostra aetate nahm der Vatikan 1993 volle diplomatische Beziehungen mit Israel auf. Er machte damit eindeutig, dass er die jüdische Diaspora nicht länger als Strafe Gottes deutete. Als Konsequenz besuchte Johannes Paul II. das Heilige Land als Pilger (2000). Papst Franziskus erklärte 2015, dass ein direkt gegen das Existenzrecht des Staates Israel gerichteter Angriff als Antisemitismus zu werten sei.
Unter den neuesten Entwicklungen wird besonders herausgestellt, dass die Kommission für die religiösen Beziehungen mit dem Judentum 2015 das Dokument „Denn unwiderruflich sind Gnade und Berufung, die Gott gewährt (Röm 11,29)“ der Öffentlichkeit übergab, worin sie der organisierten Judenmission eine Absage erteilte und damit einen für den jüdischen Dialogpartner besonders sensiblen Punkt geklärt habe.

### Reaktion der jüdischen Orthodoxie auf diese Entwicklungen

#### Zusammenarbeit
Im Lauf der Jahrzehnte sei in der jüdischen Orthodoxie die Sicherheit gewachsen, dass die Neuorientierung in der katholischen Kirche tiefgehend und unumkehrbar sei. In der Folge wurde 2002 vom israelischen Oberrabbinat und dem Vatikan ein bilaterales Komitee eingerichtet, das zuerst unter der Leitung des Oberrabbiners von Haifa, She’ar Yashuv Cohen, stand. Dieses Komitee, das abwechselnd in Jerusalem und Rom tagt, widmet sich verschiedenen praktischen Fragen, vermeidet aber theologische Themen.

#### Halachische Grundlegung
Denn die theologischen Differenzen beider Religionen seien weiterhin schwerwiegend und grundsätzlicher Art. Sie beträfen den Kern des christlichen Glaubens, dass Jesus von Nazareth der Messias Israels und die zweite Person einer göttlichen Trinität sei. Zusätzlich trennend sei die Leidensgeschichte jüdischer Märtyrer in christlichen Ländern. Trotzdem gebe es im Judentum namhafte Autoritäten, die dem Christentum unter den Religionen einen besonderen Status verliehen, weil Christen an Gott den Schöpfer glauben, den Gott des Exodus, der die ganze Schöpfung fortwährend erhält:
- Tosafot zur Talmudstelle Sanhedrin 63b;
- Jerucham ben Meschullam: Toledot Adam ve-Havvah 17:5;
- Moses Isserles: Kommentar zum Schulchan Aruch, Orach Chajjim 156:2;
- Moses Rivkis, Be’er ha-Golah: Kommentar zum Schulchan Aruch, Choschen haMischpat 226:1 und 425:5;
- Samson Raphael Hirsch: Principles of Education, “Talmudic Judaism and Society,” S. 225–227.

Das orthodoxe Judentum entferne sich also nicht von seinem Glauben an die schriftliche und mündliche Tora und begebe sich in den interreligiösen Dialog mit den Grundsätzen, die Joseph Soloveitchik (Confrontation, 1964), Immanuel Jakobovits (The Timely and the Timeless, 1977) und andere führende Rabbiner aufgestellt haben.

#### Perspektiven
Es sei möglich, bei bestehenden und unüberbrückbaren Glaubensgegensätzen friedlich zusammenzuarbeiten mit dem Ziel einer Verbesserung der Welt. Die Unterzeichner sehen die katholische Kirche darin als Partner und nennen folgende Punkte eines gemeinsamen Engagements:
- Schutz der Religionsfreiheit einerseits gegen säkulare Kräfte, andererseits gegen religiösen Extremismus;
- Schutz moralischer Werte, besonders der Heiligkeit des Lebens;
- Schutz der christlichen Minderheiten im Nahen Osten;
- Kampf gegen den radikalen Islamismus (die „neue Barbarei unserer Generation“), der auch viele gemäßigte Muslime bedrohe und den Weltfrieden gefährde;
- Absage an Gewalt, Überredung und sozialen Druck, um religiöse Ziele zu erreichen.

Die Unterzeichner rufen die nichtkatholischen Kirchen dazu auf, nach dem Vorbild der römisch-katholischen Kirche traditionelle judenfeindliche Elemente aus ihrer Liturgie und ihrer Lehre zu entfernen, die aktive Mission unter Juden einzustellen und gemeinsam mit dem jüdischen Volk für eine bessere Welt zu arbeiten.